# 심플렉틱 벡터 공간
선형대수학에서 심플렉틱 벡터 공간(symplectic vector空間, 영어: symplectic vector space)은 비퇴화 교대 쌍선형 형식이 주어진 벡터 공간이다.

## 정의
체 {\displaystyle K} 위의 벡터 공간 {\displaystyle V} 위의 쌍선형 형식
{\displaystyle \Omega \colon V\otimes _{K}V\to K}
{\displaystyle \Omega \colon (a\otimes b)\mapsto \Omega (a,b)}
가 다음 조건을 만족시키면, 심플렉틱 쌍선형 형식(영어: symplectic bilinear form)이라고 한다.
- {\displaystyle \Omega (v,v)=0\qquad \forall v\in V}
- (비퇴화성) 선형 변환 {\displaystyle V\to V^{*}}, {\displaystyle v\mapsto \Omega (v,-)}는 단사 함수이다. 즉, 만약 {\displaystyle \Omega (v,u)=0\forall u\in V}라면, {\displaystyle v=0}이다.

심플렉틱 쌍선형 형식이 주어진 벡터 공간 {\displaystyle (V,\Omega )}를 심플렉틱 벡터 공간이라고 한다.

## 성질

### 다르부 기저
(임의의 표수의) 유한 차원 심플렉틱 벡터 공간 {\displaystyle (V,\Omega )}는 항상 짝수 차원이며, {\displaystyle \Omega }가 다음과 같은 행렬로 표현되게 만드는 기저가 존재한다.:18–19, Theorem 2.10
{\displaystyle \Omega ={\begin{pmatrix}0_{n\times n}&1_{n\times n}\\-1_{n\times n}&0_{n\times n}\end{pmatrix}}}
이러한 기저를 다르부 기저(영어: Darboux basis)라고 한다.

### 라그랑주 부분 공간
임의의 체 {\displaystyle K} 위의 유한 차원 벡터 공간 {\displaystyle V}이 주어졌을 때,
{\displaystyle V\oplus V^{*}}
위에 다음과 같은 심플렉틱 쌍선형 형식을 정의할 수 있다.
{\displaystyle \Omega (a\oplus \alpha ,b\oplus \beta )=\langle a,\beta \rangle -\langle b,\alpha \rangle \qquad (a,b\in V,\;\alpha ,\beta \in V^{*})}
심플렉틱 벡터 공간의 동형
{\displaystyle V\oplus V^{*}\to W}
가 주어졌을 때, {\displaystyle V}를 {\displaystyle W}의 라그랑주 부분 공간이라고 한다. 모든 유한 차원 심플렉틱 벡터 공간은 라그랑주 부분 공간을 가지며, 이는 일반적으로 유일하지 않다.

### 표준 부피 형식
{\displaystyle 2n}차원 심플렉틱 벡터 공간 {\displaystyle (V,\Omega )}가 주어졌다고 하자. 그렇다면,
{\displaystyle \overbrace {\Omega \wedge \Omega \wedge \dotsb \wedge \Omega } ^{n}\in \bigvee ^{n}(V)}
는 {\displaystyle V} 위의 부피 형식을 이룬다. 이를 {\displaystyle V}의 표준 부피 형식(영어: standard volume form)이라고 한다.

## 같이 보기
- 마슬로프 지표

## 참고 문헌
1. ↑  Grove, Larry C. (2002). 《Classical groups and geometric algebra》. Graduate Studies in Mathematics (영어) 39. 프로비던스: American Mathematical Society. ISBN 0-8218-2019-2. ISSN 1065-7338 |issn= 값 확인 필요 (도움말). MR MR1859189. Zbl 0990.20001.